# Námořní války starověku

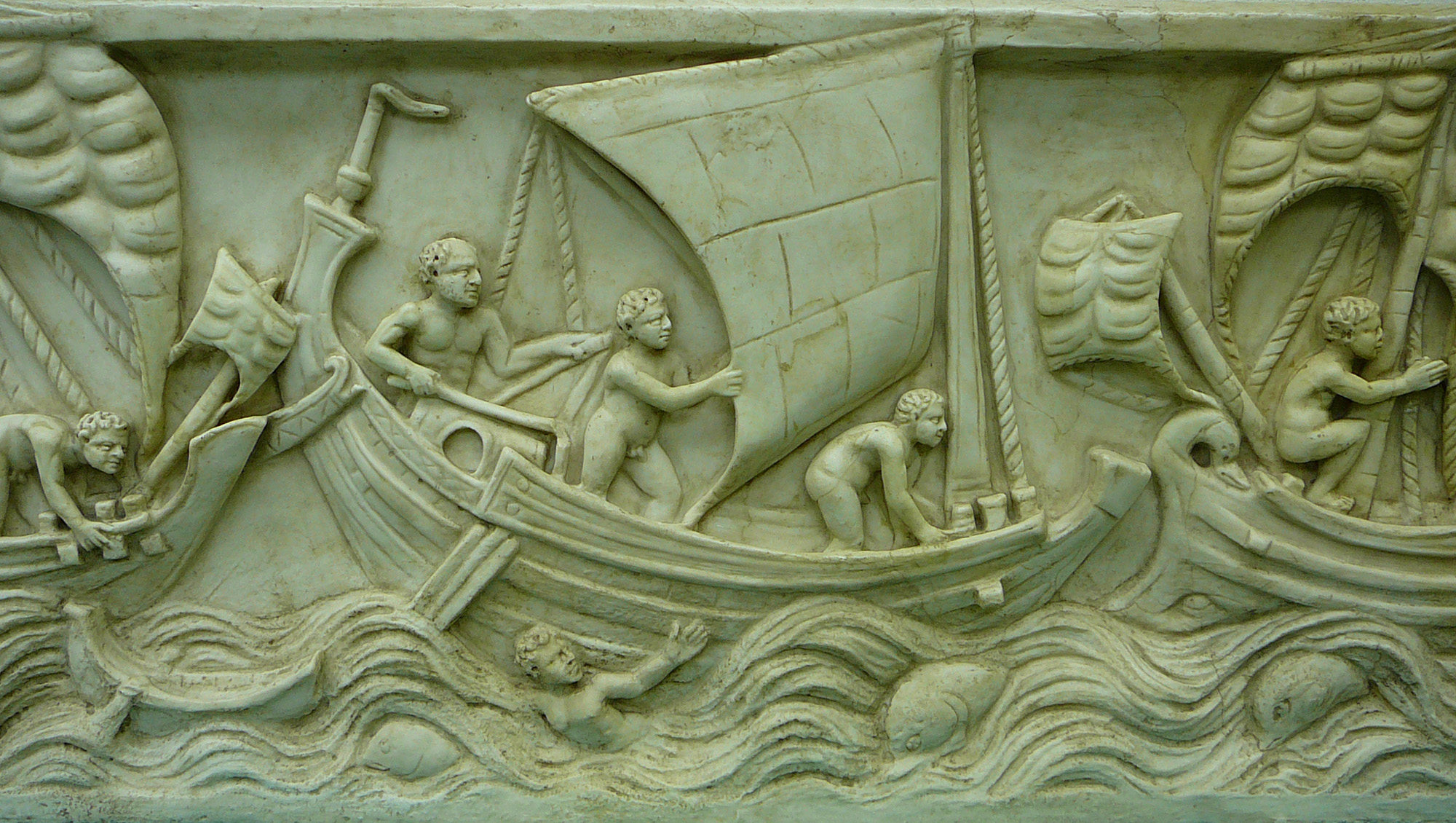
Římské lodě

Námořní boje ve starověkém Středomoří byly nezbytným důsledkem bojů na pevnině. Díky relativní snadnosti cestování po moři byly obojživelné operace běžné již velmi záhy. K nejstarším doloženým námořním bojům došlo v roce 2450 př. n. l., když Egypťané použili lodí k dopravě svého vojska do Palestiny. Od té doby se starověké lodě neustále vyvíjely. Námořní válka se ve starověku v mnohých ohledech lišila od války pozemní: stále existovala mezi námořníky mnohem větší závislost, přičemž se nezbytnou úrovní výcviku a spolupráce posádky lodí vyrovnaly nejlepším římským legiím. Současně s tím však začal být výsledek námořní bitvy podstatně méně předvídatelný. Křehké lodě, závislé v bitvě na síle lidských svalů, se často stávaly hříčkou počasí. I tak se lodě staly nedílnou součástí válek starověku. Největšími námořními mocnostmi starověku byli Féničané, Řekové, Kartáginci a Římané.

## Primitivní loďstvo
První, kdo jednoznačně použil lodě pro válečné účely byli Egypťané, kteří poprvé dopravovali vojáky do války v Palestině. V pozdní době bronzové byly egyptské lodě schopny útočit v boji proti jiným lodím jako například v roce 1190 př. n. l., kdy faraón Ramesse III. porazil mohutným útokem loďstvo záhadných a obávaných bojovníků, které zná historie jako Mořské národy. Loďstvo Ramesse III. bezpochyby překvapilo invazní flotu, když kotvila v ústí řeky Nilu. Egypťané se k nepřátelům přiblížili a přitom je zasypávali deštěm střel. Poté jejich bojovníci vstoupili na paluby nepřátelských lodí a všechny pobili.
Ačkoliv v bitvě proti mořským národům získal Ramesse III. významné vítězství, jeho lodě stále nebyly způsobilé plavby na moři. Egyptské námořní lodě byly v podstatě zvětšené čluny stejného druhu jako ty, které byly již po staletí používány k plavbě po řece Nilu.

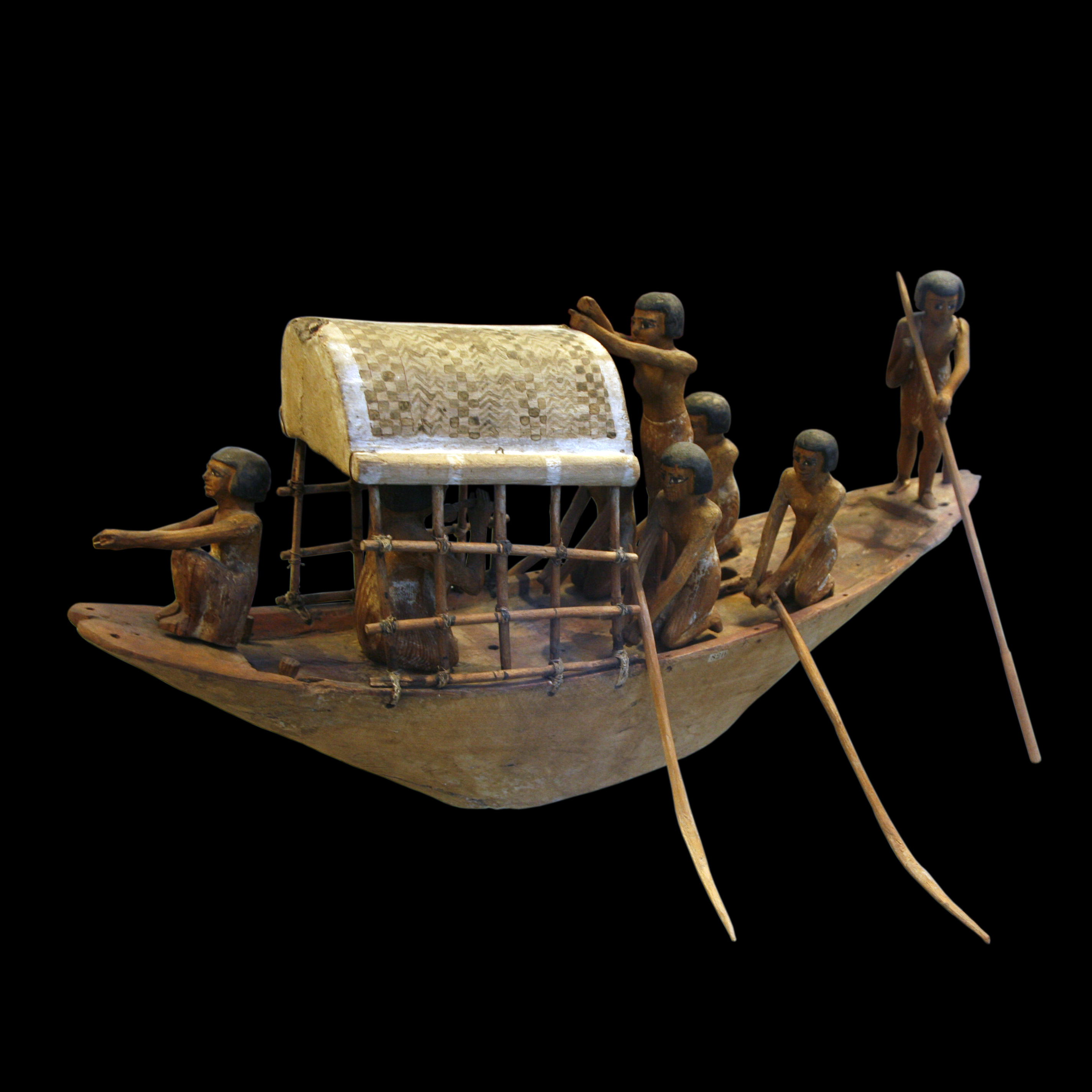
Egyptský člun, který byl používán při plavbě v Nilu. Tyto čluny (pouze zvětšené) používali Egypťané v boji

Tyto lodě neměly žádný kýl a pouze několik lehkých žeber. Místo toho, aby byla obšívka trupu připevněna k vnitřním žebrům, byly její části spojeny navzájem mezi sebou. Tímto způsobem vyrobená loď nebyla pravděpodobně schopna odolávat dokonce ani mírné bouři ve Středozemním moři. Kromě toho nebyly egyptské lodě dostatečně pevné k tomu, aby mohly nést kloun (beran), který se později stal nejdůležitější zbraní válečných lodí ve Středozemním moři. Egyptské lodě byly vlastně pouze plovoucí plošiny pro dopravu námořní pěchoty. Úkolem veslařů, chráněných proti střelám bočními kryty, bylo pouze dopravit loď tak blízko k nepřátelské, aby bylo možné zahájit boj. V případě potřeby se potom připojili veslaři sami k vojákům, svádějícím boj muže proti muži.

## První válečné lodě
V době kdy faraón Ramesse III. svedl svou vítěznou bitvu s Mořskými národy, národy východního Středomoří již vyvinuly skutečné válečné lodě schopné plavby na otevřeném moři. Již ve čtrnáctém století př. n. l. začalo být běžné pirátství, ať už jako forma boje, anebo pro získání kořisti, které provozovali jak jednotlivci, tak celé říše. Flotily pirátů blokovaly přístavy, parazitovaly na obchodu a kromě toho pořádaly nájezdy na území poblíž pobřeží s cílem získat otroky a různé druhy zboží. Fénická města, jako byl Berytos, Tyros a Sidón, která měla k dispozici prosperující přístavy, investovala značné sumy do bojových prostředků, nutných pro výstavbu vlastního loďstva. Tyto lodě jednoznačně dokázaly plout po moři. Na rozdíl od pozdějších vikinských lodí se jednotlivé plaňky obšívky trupu nepřekrývaly. Místo toho byly jednotlivé části trupu spojeny dohromady pomocí drážek a čepů – jako při výrobě nábytku, přičemž do každého spoje byl vložen spojovací kolík. Loď vyrobená tímto způsobem měla značně lepší vlastnosti při plavbě po moři a byla také velice vodotěsná. Lodě byly stavěné z lehkého materiálu (přednostně jedlového dřeva) a tím bylo docíleno jejich velké rychlosti. Tato plavidla, která připomínala spíše závodní lodě než námořní koráby, neměla skoro žádný úložný prostor. Tyto lodě měly obdélníkovou plachtu a samozřejmě vesla. Stožár byl většinou jednoduchý, a pokud nebyl používán, byl umístěn ve stojanu na zádi. Tyto vlastnosti byly běžné pro válečné lodě používané po celém starověkém světě. Plavidla, která plula do boje, měla zřídka zásoby jídla a vody na delší dobu než jeden den. Kapitáni, kteří počítali s bojem dokonce zanechávali na břehu stožáry a plachty: prostor na lodích byl pro posádku na palubě značně stísněný a kromě toho zde bylo vzhledem k přítomnosti plachet a lanoví stále značné riziko vzniku požáru v případě, kdy nepřítel vrhal zápalné nádoby (obal s hořící pryskyřicí)…

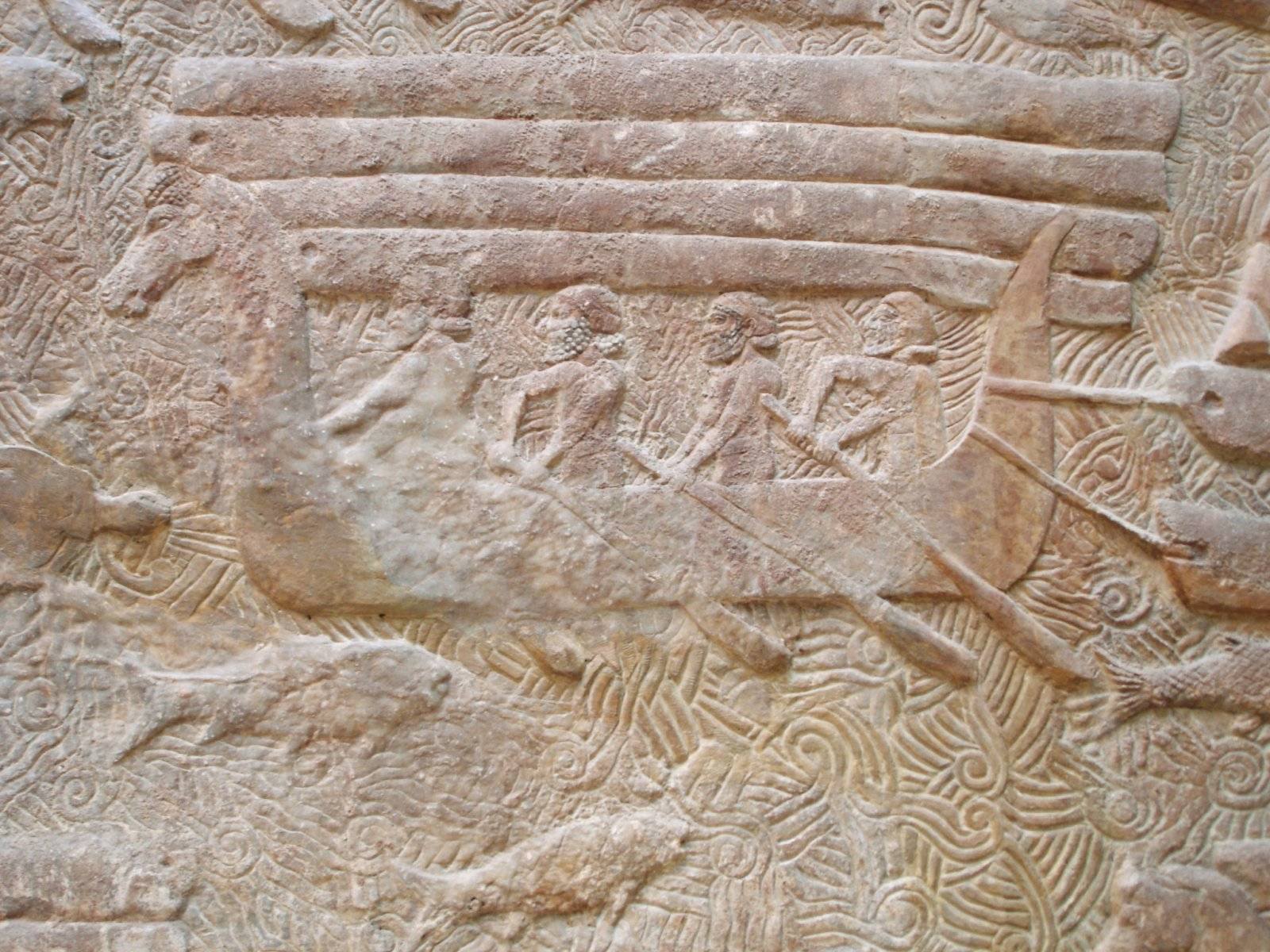
Asyrská loď

Po celá staletí byla standardní válečnou lodí ve Středozemním moři pentekontéra, padesáti mužná loď s jednou řadou lavic veslařů. Toto plavidlo bylo velmi dlouhé a štíhlé, výrobně značně nákladné, těžko manévrovatelné a nemělo příliš dobré vlastnosti potřebné pro plavbu po moři (i když bylo používáno k plavbě po moři) především v případě, kdy bylo využito podstatné technické inovace námořních bojových prostředků z devátého století př. n. l. – klounu. Kloun, který byl v podstatě pevný trám navazující na kýl, byl zpevněný, později obložený bronzovým plechem, připevněný ke kýlu v místech čáry ponoru, se poprvé objevil v době kolem roku 850 př. n. l. Jedná se patrně o řecký vynález. Po vybavení klounem se sama loď stává válečným nástrojem a již ne pouhou mobilní základnou pro dopravu bojovníků. Klíčovou se stala dobře vycvičená posádka, která byla schopna velmi rychle obrátit svou loď a napadnout bok, nebo relativně nechráněnou záď nepřátelského plavidla a poté rychle veslovat zpět a tím umožnit, aby do poškozené nepřátelské lodě vnikla voda. Lehké válečné lodě bez zátěže měly v podstatě značný vztlak a nebylo snadné je potopit.

## Vývoj válečných lodí
První zaznamenaná bitva, kterou vyhrály lodě vybavené klouny proběhla v roce 535 př. n. l.. Je však zřejmé, že tento nástroj musel být používán již podstatně dříve před touto událostí. V této bitvě se u pobřeží Sardinie střetli Fókové (obyvatelé řeckých městských států, kteří žili v Itálii) s kombinovaným kartaginsko-etruským loďstvem dvojnásobné síly. Kartaginsko-etruskému loďstvu se podařilo zvítězit díky velmi vysoké úrovni výcviku, díky kterému se celému loďstvu podařilo otočit a zaútočit klouny proti zádím nepřátelských plavidel. Tento manévr zvaný diekplous, neboli průlom, je jedním ze dvou hlavních námořních manévrů, který využívá možnost klounu. Další manévr zvaný periploud, neboli obeplutí, byl snadnější. Při tomto manévru propluly lodě kolem nepřátelského křídla a napadly jeho řady zezadu. Při použití klounu je kladen značný důraz na rychlost dostatečnou k tomu, aby kloun pronikl nepřátelským trupem, zatímco bylo nutné se vyhnout klounu nepřítele. Jak však zvýšit rychlost? Jediným zdrojem energie v průběhu bitvy byly lidské svaly. Prodloužení délky lodí nebylo proveditelné a navíc zpomalovalo obrat. Pentekotéra byla již sama o sobě neúměrně dlouhá a z toho důvodu měla špatné vlastnosti při plavbě na otevřeném moři. Vzhledem k tomu probíhaly již v osmém století př. n. l. pokusy o doplnění druhé řady vesel. Tím došlo k vytvoření birémy, dvouúrovňového plavidla, u kterého bylo možné používat dvě řady vesel při zachování původní délky lodi. Loď tedy zrychlila při téměř stejných manévrovacích schopnostech, což bylo v bitvě klíčovou vlastností. Nejstarší zobrazení lodi typu birémy pochází z reliéfu Sinacheribova paláce v Ninive z roku 701 př. n. l. Nové lodě byly nejméně o jednu třetinu kratší, kompaktnější a zároveň tužší konstrukce než jednolavicové galéry, přičemž měly k dispozici stejné množství veslařů, kteří je poháněly při pohybu po vodě. Od birémy byl již pouhý krok k triéře, tedy lodi se třemi řadami veslařů. V tomto případě každý muž obsluhoval jedno veslo. Jedna řada veslařů seděla v trupu, další na úrovni paluby a třetí na výložníku, který vyčníval z okrajnice nad vodou. Tím se ovšem zároveň stala vesla terčem nepřátelských lodí. Veslo obsluhované z paluby lze lehce zvednout a případně použít jako improvizovanou zbraň, ale u vesla protaženého otvorem v trupu to tak snadné není a navíc má veslař v trupu horší přehled o dění. Tento způsob boje se odrazil v konstrukci lodí vysokou svislou přídí určenou k ulamování vesel.

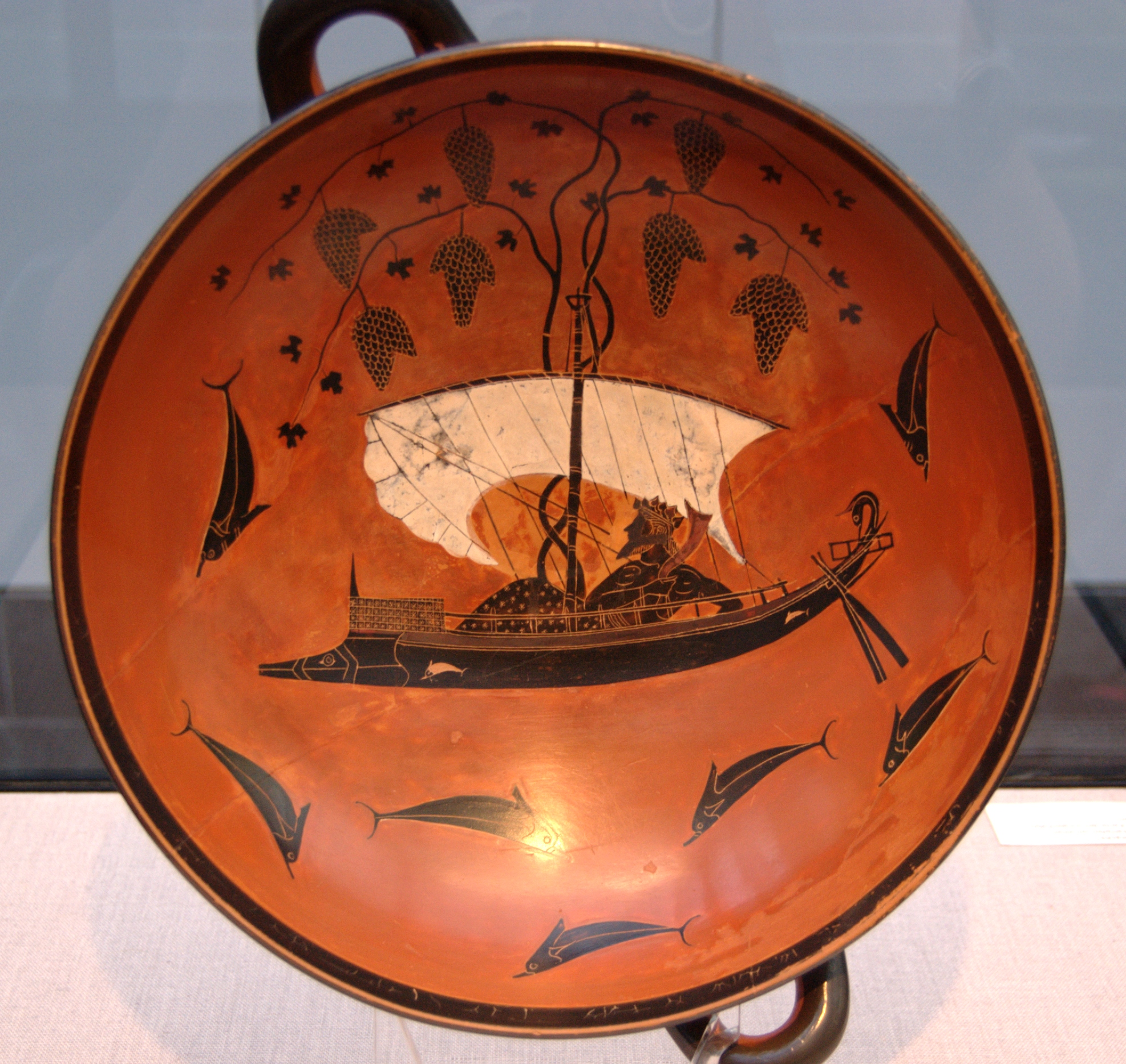
Zde je zobrazena loď řeckého boha Dionýsa. Povšimněte si klounu na přídi

Triéra, na které bylo schopno 170 veslařů vyvinout na krátkou dobu rychlost až 10 uzlů (asi 18,5 km/h), se stala dominantní bitevní lodí ve starověkém světě. Novodobá replika je schopna plavby po moři, a to jak s vesly, tak pod plachtami a může plout celé hodiny rychlostí 4 uzly (asi 7,5 km/h), přičemž musí současně veslovat pouze jedna polovina posádky. Loď je schopna provést obrat o 180 stupňů v době kratší než jedna minuta, při poloměru otáčení menším než dvou a půl násobek délky lodě. Je zcela jasné, že tato loď musela být značně obávanou zbraní. Po dlouhou dobu však bylo toto zlepšení využíváno pouze velmi málo. Problémem byla cena, respektive celkové náklady. Stavba a vybavení lodě typu trirémy představuje značně nákladnou záležitost a nákladnost při použití zvyšoval také plat veslařů. Na rozdíl od populární představy nebyli tito veslaři nikdy otroci. Svým způsobem šlo o analogii o mnoho mladších bitevních lodí. Změna přišla až když vypukly řecko-perské války. Řekové a Peršané se zde střetli ve velkých námořních bitvách, které neměly do té doby obdoby. Nakonec byli Peršané katastrofálně poraženi v bitvě u Salaminy a museli se z Řecka stáhnout.

### Helénské válečné lodě
V pátém století př. n. l. pokračovaly řecké státy v budování rozsáhlého loďstva, přičemž v pozdních stádiích peloponéské války (431–404 př. n. l.) začala Sparta představovat pro athénské námořnictvo významnou konkurenci. Athény si však i nadále zachovaly vedoucí postavení, pokud šlo o schopnosti manévrování. Jejich loďstvo bylo přemoženo teprve tehdy, když se Athéňané dopustili závažných strategických omylů. Jedním z takových omylů byla především výprava na Sicílii v roce 415 př. n. l., během které byly v přístavu Syrakusy zablokovány dvě athénské floty – dohromady více než 200 lodí. V této situaci pak nebylo možné využít výhody dokonalého výcviku jejich posádek. Syrakusané navíc vyztužili své triéry dřevěnou konstrukcí na přídích a v místech kotevních výložníků. V úzkých vodách, kde museli Athéňané útočit přídi proti přídi, byly lehčí athénské lodě ve značné nevýhodě. Nakonec z tohoto vojenského debaklu nevyvázla ani jedna loď. Jiná velká námořní porážka Athéňanů v peloponéské válce, v bitvě u Aigospotamoi, ukázala ještě jasněji omezení trirém v boji. V září roku 405 př. n. l. bylo vysláno celé athénské vojenské loďstvo o síle 180 plavidel do Helespontu, aby chránilo flotilu dopravující obilí. Všechny lodě byly vytaženy na břeh, aby vyschly, a jejich posádky neměly prakticky žádné zásoby a nebyly schopné po delší dobu plavby. Když byly lodě prakticky opuštěny, zaútočili Sparťané a athénské loďstvo zničili.
V dobyvačnému tažení Alexandra Velikého nehrálo námořnictvo důležitou roli, ačkoliv Alexandr vypravil flotu s cílem prozkoumat Indický oceán a v době své smrti právě začal budovat další flotu, kterou hodlal použít při plánované invazi do severní Afriky. Ve Středozemním moři čelil Alexandr, který nemohl svěřit flotu svému nechtěnému spojenci – Athénám, námořní hrozbě Peršanů tím, že pochodoval kolem východního pobřeží moře a obsadil všechny perské přístavy. V tomto případě se jednalo o výpravu, při které byly svedeny dvě velké bitvy. Kromě toho se bylo nutné uchýlit k zdlouhavému obléhání Tyru. Alexandr nicméně musel chránit své komunikační trasy s Řeckem.

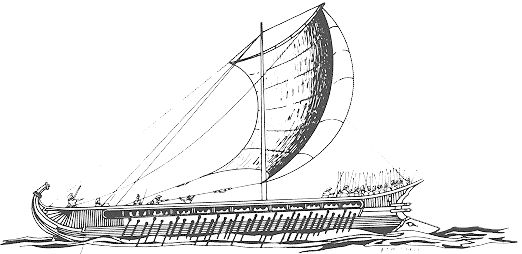
Řecká triéra

Generálové, kteří si rozdělili po Alexandrově smrti jeho říši, se však brzy obrátili směrem k moři, především pokud jde o řadu válek mezi Antigonovci a zbytkem diadochů. Tyto helénistické státy mezi sebou začaly rychle soutěžit ve vyzbrojování námořní techniky. Lodě, které zaváděly do výzbroje, byly stále větší a větší a to především ve čtvrtém století př. n. l. po zavedení malých lodních katapultů. Katapulty totiž vyžadovaly pro své umístění těžší lodě, které by unesly jejich váhu. Zavedení střel s delším doletem, spolu se stále větším počtem dopravovaných pěšáků, brzy vedlo k tomu, že kloun začal ztrácet na významu. Mezi helénskými králi, kteří bažili po slávě, se místo toho těšily vzrůstající oblibě polyrémy, lodě u kterých byla zvýšená síla veslařů triéry přidáním dalších mužů k jednomu veslu. Extrémem byla tzv. 40, což znamenalo, že v každém oddělení lodě bylo 40 veslařů, přičemž na jedno veslo připadalo 5 mužů!

## Římské loďstvo a válka s Kartágem
První punská válka byla nejdelší souvislou válkou v řecko-římských dějinách, ve které hrály ústřední roli střety na moři. Bitva u Ecnomia (256 př. n. l.) byla největší námořní bitvou starověku co do počtu lodí. Tato skutečnost je tím překvapivější, že na počátku této války neměli Římané žádné loďstvo, které by stálo za řeč. V závěru čtvrtého století př. n. l. si římský senát pohrával s myšlenkou vybavení dvou malých eskader, které by byly schopné skoncovat s piráty v Tyrrhenském moři. Jejich selhání však bylo tak potupné, že se Římané této myšlenky vzdali. Když začala válka s Kartágem, musely být římské legie dopraveny do Sicílie s pomocí spojenců. Faktem je, že se Římanům nepodařilo překročit messinskou úžinu za dne, protože v oblasti hlídkovaly lodě Kartáginců. Římská armáda nakonec pronikla na Sicílii v noci a postupně získala dominantní pozici v boji proti armádě Kartáginců na Sicílii. Úplného vítězství však nebylo možné dosáhnout bez loďstva. Města na západním pobřeží Sicílie, která byla v rukou Kartáginců, bylo možné zásobovat z moře. Kromě toho flota Kartáginců v počtu 261 plavidel neustále útočila na římské pobřeží. Vzhledem k tomu odhlasoval římský senát počátkem jara roku 260 př. n. l. výstavbu floty 100 quinquerém (tato loď se vyvinula z triréry) a 20 trirém (jak Římané nazývali triéry) tak, aby byly k dispozici již pro letní tažení. Jako model pro quinquerémy sloužila kartaginská loď, která o čtyři roky dříve najela na pobřeží. Římské úřady verbovaly posádky trirém u svých řeckých spojenců. Římané pak sami dodali 30 000 mužů jako veslaře pro quinquerémy, tedy v počtu 300 mužů na jednu loď. Tito veslaři se rekrutovali z italských podrobených spojenců a chudších obyvatel Říma. Zatímco byly lodě ve výstavbě, veslaři se učili veslovat v trenažérech na pevnině.

Římský corvus

Vzhledem k tomu, že si Římané uvědomovali svou neschopnost soupeřit s Kartáginci ve výcviku námořníků, bylo rozhodnuto, aby jejich lodě představovaly mohutné plovoucí platformy, na kterých by mohli jejich legionáři vést válku v pozemním stylu. Z tohoto důvodu Římané umístili na paluby svých lodí corvus. Corvus (havran) byl můstek umístěný na přídích římských lodí. Tato plošina byla dlouhá 11 metrů a 1,2 metru široká, mohla být otočena a spuštěna na palubu nepřátelského plavidla. Corvus měl kovový hrot na spodní straně, tímto hrotem zahákoval a zajistil loď protivníka, takže se římská pěchota mohla snadno dostat na palubu nepřátelského plavidla. Aby bylo možné plně využít výhody nové taktiky, brali Římané, pokud očekávali boj na palubu 80 dalších mužů z legií, jako doplněk ke svým 40 vojákům námořní pěchoty. Římané použili corvus se zničujícím účinkem v bitvě u Mylae a ještě v dalších bitvách. I přes velkou účinnost v boji, přestali Římané corvus používat. Nejspíše to bylo proto, protože měl corvus značný vliv na nestabilitu lodi. I tak Římané nakonec Kartágo porazili a stali se pány moře.

### Vláda nad Středozemním mořem
Římané využili své loďstvo se značným úspěchem v roce 168 př. n. l. při dobytí Makedonie a poté jej nechali rozpadnout. V námořních záležitostech spoléhal senát spíše na podrobené řecké státy ve východním Středomoří. Toto rozhodnutí bylo nešťastné z hlediska bezpečnosti ve Středomoří, protože upuštění od dalšího udržování římské floty se časově shodoval s římským rozhodnutím z roku 167 př. n. l. o omezení nezávislosti Rhodu, ostrovního městského státu ve východním Středomoří. Po celá staletí byl Rhodos velkým obchodním centrem. Vzhledem k důležitosti svého loďstva pro ekonomiku ostrova udržoval Rhodos na vlastní náklady velkou flotu, která bojovala proti pirátům ve Středomoří. Rhodos tak zastával široce respektovanou roli oficiálního „četníka“ ve východním Středomoří; poté kdy byl Rhodos roku 223 př. n. l. postižen obrovským zemětřesením, přispívali všichni helénští králové stavebním dřívím, aby pomohli obnovit jeho loďstvo; jeden z panovníků dokonce poskytl městu 10 plně vybavených quinquerém. Římská politika však podkopala základy rhodské ekonomiky a Rhodos již neměl peníze potřebné pro udržování loďstva nezbytného k boji proti pirátům.

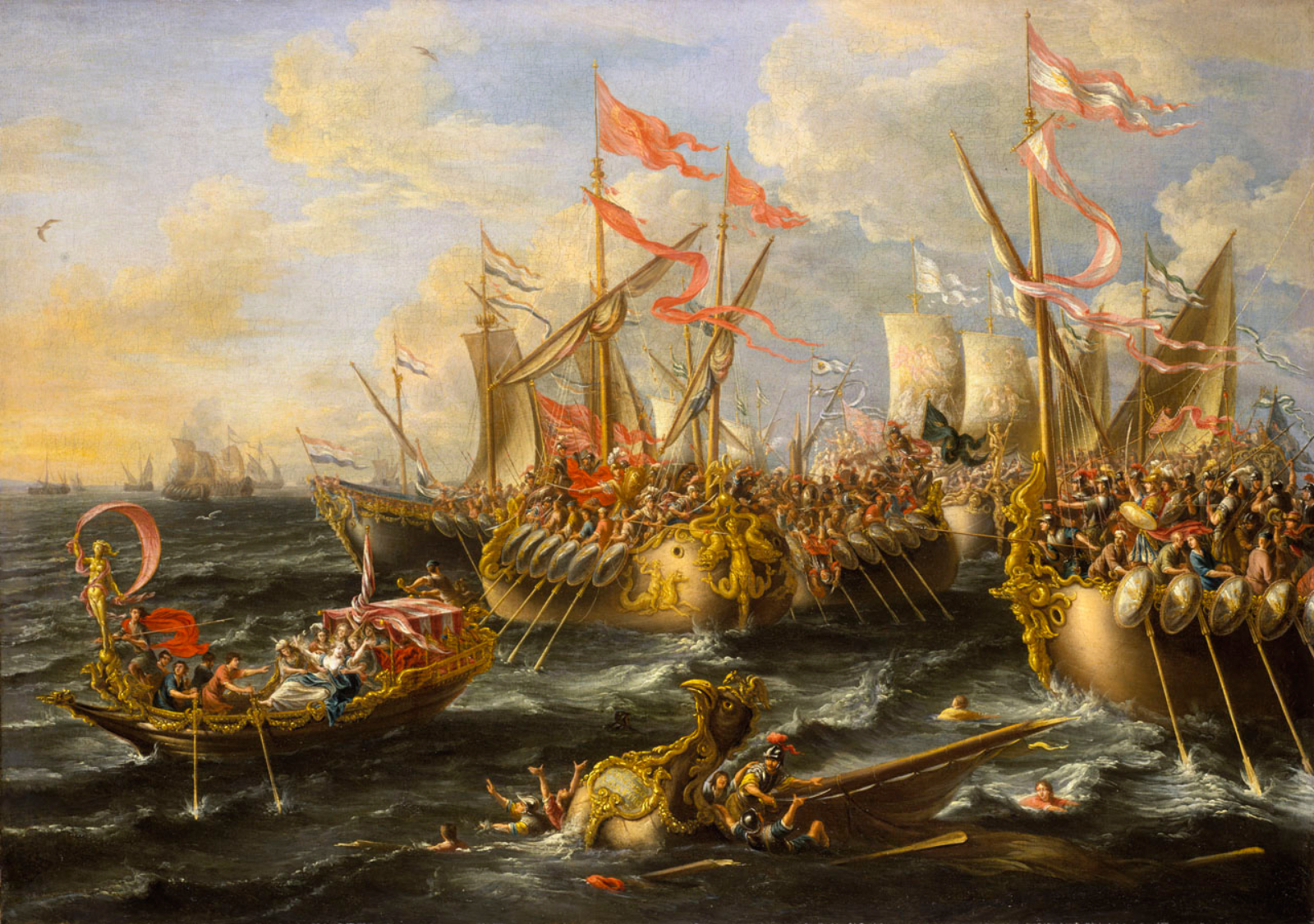
Lorenzo A. Castro: bitva u Actia, 1672

 Piráti pak zamořili celé Středomoří. V žádném případě se nejednalo o jednotlivé lodě, které by paralyzovaly na námořních trasách. Naopak, v prvním století př. n. l. byly běžné celé flotily pirátů, které podnikaly nájezdy na pobřeží. Jejich flotily byly často pronajímány k podpoře pozemních sil během válek. Vzhledem k úpadku Rhodu se problém rozrostl do kolosálních rozměrů. Nejhorší ze všech byli kilikijší piráti, jejichž základny se nacházely na nehostinném jižním pobřeží Malé Asie.
Jejich činnost nakonec přilákala tak mnoho bojovníků a lodí, že byli schopni chránit vlastní námořní trasy a měli dokonce k dispozici celé floty pod vedením svých admirálů. K menšímu počtu vysoce pohyblivých lodí – liburnií, které měly dvě řady vesel, přibyly časem dokonce trirémy. Podle odhadů působilo počátkem prvního století př. n. l. ve Středozemním a Černém moři více než 1000 pirátských lodí. Piráti se stávali stále troufalejšími. V sedmdesátých letech př. n. l. podnikali dokonce nájezdy na italské pobřeží a unášeli ženy římských šlechticů, za které pak vyžadovali výkupné. Jedna eskadra pirátů zaútočila na domovský přístav Říma, Ostii a vydrancovala i další města. Kilikijští piráti také napomáhali zarytému nepříteli Římanů, pontskému Mithridatovi IV. Počátkem roku 67 př. n. l., konečně navrhl římský tribun Aulus Gabinus uspořádání rozsáhlé kampaně, která by zbavila moře pirátů. Velení této kampaně bylo svěřeno Pompeiovi Velikému. Pompeius nakonec zbavil moře pirátů.

#### Kontrola nad Středozemním mořem
Po bitvě u Aktia, která se stala mezníkem v římských dějinách, se stal Řím, přesněji řečeno římský císař, skutečným pánem Středozemního moře. Aktion představoval konec klasických námořních bojů, ve kterých proti sobě stály mohutné floty tvořené mnohaúrovňovými válečnými loděmi, při jejichž střetnutí byly rozhodující útoky vedené pomocí klounů. V této době neexistoval nepřítel, který by se Římu dokázal postavit. Po bitvě u Aktia vytvořil císař Augustus stálé loďstvo, jako preventivní údernou sílu určenou proti komukoliv, kdo by se snažil usurpovat si moc. Tato císařská flota byla ve Středozemním moři udržována déle než po dobu dvou století. Po tuto dobu úspěšně bránila vzestupu jakéhokoliv rivala, přepravovala vojska, dopravovala důstojníky a v případě potřeby vytlačovala a likvidovala piráty. Vzhledem k tomu, že neexistoval žádný velký protivník, začalo loďstvo postupně používat spíše než velké lodě, trirémy a liburnie. Jediná významná bitva římského impéria byla svedena v roce 323, když západní císař Konstantin Veliký porazil svého východního rivala Licinia. V této bitvě bylo dvě stě Liciniových trirém na hlavu poraženo osmdesáti Konstantinovými lehkými plavidly. Po této bitvě triréma pomalu mizí z historických záznamů. Tím také skončilo období opravdového starověkého námořnictva.